# Atkins-diéta
Az Atkins-diéta, hivatalos nevén az Atkins Táplálkozási Szemlélet (Atkins Nutritional Approach) egy alacsony szénhidráttartalmú diéta, amelyet Robert Atkins dolgozott ki egy az Amerikai Orvosi Szövetség tudományos folyóiratában, a Journal of the American Medical Associationben olvasott tanulmány alapján. A tanulmányt szerzője, Alfred W. Pennington 1958-ban publikálta Testsúlycsökkentés (Weight Reduction) címmel.
Atkins a tanulmány segítségével kezelte saját túlsúlyosságát. Később egy sor könyvben népszerűsítette a módszert, kezdve az 1972-es Dr. Atkins Diéta Forradalma (Dr. Atkins' Diet Revolution) című könyvvel. A Dr. Atkins Új Diéta Forradalma (Dr. Atkins' New Diet Revolution) című, második könyvében módosította a diéta egyes részeit, az eredeti koncepciót azonban érintetlenül hagyta.
A 2010-es kiadású Új Atkins a Megújulásodért (The New Atkins for a New You) című könyve olyan információkra alapul, amelyeket az elmúlt évtizedben gyűjtöttek össze, és amelyek az eredeti kiadások idején még nem voltak elérhetőek, többek között szerepelnek benne a tápanyagban gazdag élelmiszerek is. Az Új Atkins a Megújulásodért Szakácskönyv (The New Atkins For A New You Cookbook) 2011-ben jelent meg, írója, Colette Heimowitz egyszerű, alacsony szénhidráttartalmú ételeket gyűjtött össze benne.

## A diéta alapjai
A diéta lényege a szénhidrát-bevitel csökkentése annak érdekében, hogy a szervezet anyagcseréje a glükóz energiává alakítása helyett az elraktározott testzsírt alakítsa át energiává. Ez a folyamat a ketózis, amely akkor indul be, ha a szervezet inzulinszintje alacsony. Az átlagos embereknél akkor a legalacsonyabb az inzulinszint, ha a vércukorszint leesik (jellemzően étkezés előtt). A lecsökkent inzulinszint lipolízist vált ki, a szervezet zsírt éget el, hogy ketontesteket hozzon létre. A szénhidrátok (például a glükóz és a keményítő) fogyasztás után befolyásolják a szervezetet a vércukorszint megemelésével. A szövet, alacsony emészthetősége miatt, kevés vagy semennyi energiát nem szolgáltat, ezért nem befolyásolja jelentősen a glükóz és inzulinszintet.
A diéta korlátozza a nettó szénhidrátbevitelt. Ennek egyik hatása az éhségérzet csökkenése, valószínűleg a lassabb emésztés miatt, mivel a zsírt és a fehérjéket a szervezet lassabban emészti meg. A 2002-es Dr. Atkins Új Diéta Forradalma (Dr. Atkins' New Diet Revolution) kimondja, hogy a zsírszegény diéták elsősorban az éhség miatt nem működnek hatékonyan. Az Atkins-diéta eszerint azért egyszerűbb, mert a diétázót kielégíti a megfelelő mennyiségű fehérje, zsír és rost bevitele.
Egy élelmiszer nettó szénhidrátértékét úgy kaphatjuk meg, ha a teljes szénhidrátértékből kivonjuk a rostokat és a cukoralkoholokat.
A diéta során elsősorban feldolgozatlan, alacsony glikémiás indexszel rendelkező élelmiszerek fogyasztása ajánlott. Az Atkins Nutritionals vállalat, amely kifejezetten a diéta során fogyasztásra ajánlott élelmiszereket állít elő, legfeljebb 20 százaléknyi telített zsírból származó kalória fogyasztását javasolja.

## Hatásai
Az Atkins-diéta hatásai ma is vita tárgyát képezik. Egyes tanulmányok szerint a diéta segít a szív- és érrendszeri betegségek megelőzésében, csökkenti az LDL koleszterin (low density lipoprotein – kis sűrűségű lipoprotein) szintjét, illetve növeli a HDL koleszterin (high density lipoprotein – nagy sűrűségű lipoprotein) szintjét. Egyes tanulmányok szerint a diéta hozzájárulhat a csontritkulás és a vesekő kialakulásához. Egy a Maryland Egyetem által publikált tanulmány szerint amikor a tesztalanyok szervezete testsúlycsökkenéskor több kalóriát kapott, magasabb LDL koleszterin és gyulladás jelei voltak kimutathatóak.

### Koleszterin
Harper (2004) egy éven át folytatott kísérlete szerint a HDL koleszterin szintje növekedett, az inzulin rezisztencia pedig nagyobb mértékben erősödött azoknál, akik Atkins-diétát végeztek azokkal szemben, akik zsírszegény és kalóriaszegény diétában vettek részt. Harper kiköti, hogy elégséges előzetes kutatások hiányában nem jelenthető ki magabiztosan, hogy a páciensek számára biztonságosan ajánlható az Atkins-diéta.

### Metilgloxikál
Beisswenger és kutatócsapatának 2005-ös tanulmányában a metilglioxál glikotoxin (MG) szintjét vizsgálták az Atkins-diéta előtt és után. Az eredmények szerint a diéta megkezdése után kétszeresére növekedett az MG szintje, ami összefüggésben állhat a ketózissal. Az MG felelős az erek és szövetek károsodásáért, azt azonban, hogy a megnövekedett metilglioxálszint káros lenne az emberi szervezetre, az Indian Association for the Cultivation of Science 2008-as áttekintésében vitatta. A szervezet szerint a metilglioxálnak vannak ugyan káros hatásai, ezt azonban jóval meghaladják előnyei a szervezet számára.

## A négy fázis
Az Atkins-diéta négy szakaszra osztható, ezek a bevezetés, a folyamatos fogyás, az előkészítő megőrzés és az élethosszig tartó megőrzés.

### Bevezetés
A bevezetés az Atkins-diéta legszigorúbb fázisa, amelyet két hét alatt javasolt elvégezni. Célja, hogy segítse a szervezetet a ketózis minél gyorsabb előidézésében. A szénhidrát bevitelt napi kevesebb mint nettó 20 grammra korlátozza, amelyből 12–15 grammnak zöldsalátából, illetve olyan zöldségekből kell származnia, mint a brokkoli, a spenót, a tök, a karfiol, a répa, a paradicsom és a spárga. Atkins szerint ebben a fázisban 54 különféle zöldség fogyasztása megengedett, amelyekbe nem tartoznak bele a hüvelyesek, magas keményítőtartalmuk miatt. Ugyancsak fogyasztható étkezésenként 110–170 gramm bármilyen hús, baromfi, hal, kagyló, szárnyas vagy tojás; legfeljebb 110 gramm kemény vagy félkemény sajt, a legtöbb salátazöldség és más alacsony szénhidráttartalmú zöldségek; illetve vaj, olívaolaj és növényi olajok. Ebben a szakaszban naponta legalább nyolc pohár vizet kell fogyasztani, az alkoholtartalmú italok nem megengedettek. Koffein mérsékelten fogyasztható, koffeinfüggőség esetén azonban a diéta későbbi szakaszaiig ajánlott teljes fogyasztásának teljes kerülése. Ajánlott még ásványi anyagokat tartalmazó multivitamin napi fogyasztása.
A legtöbben a bevezetés fázisában tapasztalják a legnagyobb mértékű testsúlycsökkenést.

### Folyamatos fogyás
A folyamatos fogyás szakaszában a szénhidrátbevitelt kis adagonként kell fokozni, de még olyan szinten tartani, hogy a szervezet továbbra is súlyt adjon le. Az ajánlott mennyiség a szénhidrátbevitel nettó 5 grammonkénti növelése hetente. A cél az, hogy megtaláljuk azt a szintet, ahol a fogyás még folyamatban van. Ez a szakasz addig tart, amíg a testsúly a kitűzött célhoz 4,5 kilogrammnyira nem kerül.

### Előkészítő megőrzés
A napi szénhidrátbevitelt ebben a szakaszban hetente 10 grammal emelkedik, a cél a megőrzési szint meglelése. Ez azt a szénhidrátmennyiséget jelöli, amelyet a diétázó naponta elfogyaszthat anélkül, hogy súlyt szedne fel. Ez jóval afelett a szint felett lehet, amely a szervezetben ketózist idéz elő, ezért a pozitív ketózis fenntartása hosszú távon nem szükséges.
A diétázónak naponta legalább nyolc pohár víz elfogyasztása, illetve a szénhidrátbevitel hetente tíz grammal történő fokozása ajánlott mindaddig, amíg még súlyt veszít. Az Atkins-módszer szerint ha a diétázó eléri célként megjelölt testsúlyát, és azt körülbelül egy hónapig fenn is tudja tartani, újabb tíz grammal emelheti a bevitelt, hogy lássa, ez nem okoz-e súlygyarapodást. A cél a testsúly megtartása mellett fogyasztható napi szénhidrátmennyiség pontos belövése.

### Élethosszig tartó megőrzés
Ennek a szakasznak a célja az előző szakaszokban felvett szokások megtartása és annak elkerülése, hogy a diétázó visszatérjen korábbi életmódjához és egyben testsúlyához. Ajánlott a feldolgozatlan élelmiszerek fogyasztása. Amennyiben testsúlynövekedés lép fel, a diétázó visszatérhet valamely korábbi szakaszhoz.

## Fordítás
- Ez a szócikk részben vagy egészben  az   Atkins diet című angol Wikipédia-szócikk ezen változatának fordításán alapul.  Az eredeti cikk szerkesztőit annak laptörténete sorolja fel. Ez a jelzés csupán a megfogalmazás eredetét és a szerzői jogokat jelzi, nem szolgál a cikkben szereplő információk forrásmegjelöléseként.